# Jolxojomcacal
Jolxojomcacal är en ort i Mexiko.   Den ligger i kommunen Mitontic och delstaten Chiapas, i den sydöstra delen av landet, 800 km öster om huvudstaden Mexico City. Jolxojomcacal ligger 1 932 meter över havet och antalet invånare är 204.
Terrängen runt Jolxojomcacal är huvudsakligen kuperad, men österut är den bergig. Runt Jolxojomcacal är det ganska tätbefolkat, med 134 invånare per kvadratkilometer. Närmaste större samhälle är San Cristóbal de las Casas, 18,6 km sydväst om Jolxojomcacal. Omgivningarna runt Jolxojomcacal är en mosaik av jordbruksmark och naturlig växtlighet.